# 琥珀巨星介
琥珀巨星介（学名：Macrocypris succinea）为巨星介科巨星介屬下的一个种。